# Black Mountain Masters
De Black Mountain Masters was een golftoernooi van de Aziatische PGA Tour. Het werd op de Black Mountain Golf Club in Hua Hin, Thailand, gespeeld.
De Black Mountain golfbaan werd door Phil Ryan van Pacific Coast Design ontworpen en in 2007 geopend. De Black Mountain Masters werd er in 2009 en 2010 gespeeld, in 2011 was de club gastheer van de Royal Trophy en in 2013 van de King’s Cup Golf. 
De Asian Golf Monthly bekroonde de baan in 2011 als de beste in de Asia Pacific, de US Golf Digest heeft de baan in 2012 in haar top-100 staan.
De eerste editie was van 26-29 maart 2009. Johan Edfors, die het toernooi won, heeft er vervolgens een villa gekocht. 

De tweede editie werd van 16-19 december 2010 gespeeld en was het laatste toernooi van het jaar.

## Winnaars
| Jaar | Winnaar           | Score | Score | Prijzengeld | Winnaar    |                   |
| ---- | ----------------- | ----- | ----- | ----------- | ---------- | ----------------- |
| 2009 | Johan Edfors      | 271   | -17   | US$ 500.000 | US$ 79.250 | Volledige uitslag |
| 2010 | Tetsuji Hiratsuka | 274   | -14   | US$ 800.000 | US$ 95.100 | Volledige uitslag |